# Kuňovice
Kuňovice jsou obec v okrese Benešov ve Středočeském kraji. Žije zde 85 obyvatel.
Ve vzdálenosti devět kilometrů severozápadně leží město Vlašim, 26 kilometrů severozápadně město Benešov, 28 kilometrů východně město Světlá nad Sázavou a 29 kilometrů jihovýchodně město Humpolec.

## Historie
První písemná zmínka o obci pochází z roku 1412.

## Obyvatelstvo
| Rok            | 1869 | 1880 | 1890 | 1900 | 1910 | 1921 | 1930 | 1950 | 1961 | 1970 | 1980 | 1991 | 2001 | 2011 | 2021 |
| -------------- | ---- | ---- | ---- | ---- | ---- | ---- | ---- | ---- | ---- | ---- | ---- | ---- | ---- | ---- | ---- |
| Počet obyvatel | 278  | 229  | 211  | 211  | 207  | 188  | 173  | 130  | 132  | 111  | 99   | 81   | 77   | 89   | 90   |
| Počet domů     | 34   | 34   | 34   | 34   | 32   | 30   | 31   | 34   | 32   | 30   | 27   | 31   | 31   | 33   | 32   |

## Obecní správa

### Územněsprávní začlenění
Dějiny územněsprávního začleňování zahrnují období od roku 1850 do současnosti. V chronologickém přehledu je uvedena územně administrativní příslušnost obce v roce, kdy ke změně došlo:
- 1850 země česká, kraj Pardubice, politický okres Ledeč, soudní okres Dolní Kralovice, obec Mnichovice[6]
- 1855 země česká, kraj Čáslav, soudní okres Dolní Kralovice, obec Mnichovice
- 1868 země česká, politický okres Ledeč, soudní okres Dolní Kralovice, obec Mnichovice
- 1921 země česká, politický okres Ledeč, soudní okres Dolní Kralovice[7]
- 1939 země česká, Oberlandrat Německý Brod, politický okres Ledeč nad Sázavou, soudní okres Dolní Kralovice[8]
- 1942 země česká, Oberlandrat Tábor, politický okres Ledeč nad Sázavou, soudní okres Dolní Kralovice[9]
- 1945 země česká, správní okres Ledeč nad Sázavou, soudní okres Dolní Kralovice[10]
- 1949 Pražský kraj, okres Vlašim[11]
- 1960 Středočeský kraj, okres Benešov
- 2003 Středočeský kraj, okres Benešov, obec s rozšířenou působností Vlašim

### Obecní symboly
Znak a vlajka byly obci uděleny rozhodnutím předsedkyně Poslanecké sněmovny Parlamentu České republiky dne 24. února 2012.

## Doprava
Dopravní síť
- Pozemní komunikace – Obcí vede silnice II/112 Pelhřimov – Čechtice – Kuňovice – Vlašim – Benešov.

- Železnice – Železniční trať ani stanice na území obce nejsou.

Veřejná doprava 2012
- Autobusová doprava – V obci zastavovaly autobusové linky jedoucí např. do těchto cílů: Benešov, Dolní Kralovice, Jihlava, Kamenice nad Lipou, Ledeč nad Sázavou, Pelhřimov, Praha, Vlašim.